# پارک لین (اوهایو)
پارک لین (به انگلیسی: Park Layne) یک منطقهٔ مسکونی در ایالات متحده آمریکا است که در شهرستان کلارک، اوهایو واقع شده‌است. پارک لین ۳٫۸ کیلومتر مربع مساحت و ۴٬۳۴۳ نفر جمعیت دارد و ۲۵۷ متر بالاتر از سطح دریا واقع شده‌است.